# A Ferencvárosi TC 1945-ös szezonja
A Ferencvárosi TC 1945-ös szezonja szócikk a Ferencvárosi TC első számú férfi labdarúgócsapatának egy szezonjáról szól, mely összességében és sorozatban is a 42. idénye volt a csapatnak a magyar első osztályban. A klub ekkor volt 46. éves.

## Mérkőzések
| Színmagyarázat | Színmagyarázat |
| -------------- | -------------- |
|                | Győzelem.      |
|                | Döntetlen.     |
|                | Vereség.       |

### NB 1 1945
| 1. forduló 1945. május 6. |

| Ferencváros  | 1 – 2               | Vasas                    |
| ------------ | ------------------- | ------------------------ |
| Sárosi I 20' | (1 – 1) Jegyzőkönyv | Illovszky 22' Junász 51' |

| Üllői út, Budapest Nézőszám: 12 000 Játékvezető: Szigeti György (magyar) |

| 2. forduló 1945. május 10. |

| Csepel SC                | 2 – 2               | Ferencváros            |
| ------------------------ | ------------------- | ---------------------- |
| Szabadkai 14' Kaczor 86' | (1 – 0) Jegyzőkönyv | Sárosi I 59' Rudas 71' |

| Béke téri stadion, Csepel Nézőszám: 3 000 Játékvezető: Lázár Ferenc (magyar) |

| 3. forduló 1945. május 13. |

| Ferencváros | 1 – 0               | Újpest |
| ----------- | ------------------- | ------ |
| Gyulai 79'  | (0 – 0) Jegyzőkönyv |        |

| Üllői út, Budapest Nézőszám: 15 000 Játékvezető: Hertzka Pál (magyar) |

| 4. forduló 1945. május 20. |

| Ferencváros                                         | 7 – 0               | Kispesti AC |
| --------------------------------------------------- | ------------------- | ----------- |
| Kubala 16' 80' Nagy IV 41' 69' Sárosi I 78' 83' 88' | (2 – 0) Jegyzőkönyv | Puskás 62′  |

| Üllői út, Budapest Nézőszám: 8 000 Játékvezető: Hertzka Pál (magyar) |

| 5. forduló 1945. május 21. |

| Kispesti AC                              | 3 – 1               | Ferencváros |
| ---------------------------------------- | ------------------- | ----------- |
| Lóth 31' Puskás 44' (11-esből) Nemes 75' | (2 – 0) Jegyzőkönyv | Gyulai 88'  |

| Budapest Nézőszám: 5 000 Játékvezető: Barna Béla (magyar) |

| 6. forduló 1945. május 27. |

| Erzsébeti MTK | 0 – 2               | Ferencváros           |
| ------------- | ------------------- | --------------------- |
|               | (0 – 1) Jegyzőkönyv | Nagy IV 18' Rudas 50' |

| Budapest Nézőszám: 5 000 Játékvezető: Szigeti György (magyar) |

| 7. forduló 1945. május 31. |

| Ferencváros | 0 – 1               | MTK           |
| ----------- | ------------------- | ------------- |
|             | (0 – 0) Jegyzőkönyv | Palatinus 46' |

| Üllői út, Budapest Nézőszám: 12 000 Játékvezető: Barna Béla (magyar) |

| 8. forduló 1945. június 3. |

| Ganz Vasas | 0 – 3       | Ferencváros                       |
| ---------- | ----------- | --------------------------------- |
|            | Jegyzőkönyv | Sipos 34' Kubala 70' Sárosi I 88' |

| Budapest Nézőszám: 4 000 Játékvezető: Kárpáti József (magyar) |

| 9. forduló 1945. június 9. |

| Ferencváros                                         | 6 – 2               | Zuglói MADISZ      |
| --------------------------------------------------- | ------------------- | ------------------ |
| Gyetvai 14' Mike 25' 40' 84' Rudas 33' Sárosi I 49' | (4 – 0) Jegyzőkönyv | Nagy 63' Jakab 82' |

| Üllői út, Budapest Nézőszám: 5 000 Játékvezető: Hertzka Pál (magyar) |

| 10. forduló 1945. június 10. |

| Zuglói MADISZ | 1 – 8               | Ferencváros                                          |
| ------------- | ------------------- | ---------------------------------------------------- |
| Németh 66'    | (0 – 5) Jegyzőkönyv | Sárosi I 12' 16' 63' Mike 30' 36' 41' 61' Kubala 77' |

| Üllői út, Budapest Nézőszám: 5 000 Játékvezető: Török György (magyar) |

| 11. forduló 1945. június 17. |

| Vasas                    | 2 – 2               | Ferencváros        |
| ------------------------ | ------------------- | ------------------ |
| Illovszky 55' Junász 61' | (0 – 2) Jegyzőkönyv | Mike 4' Kubala 44' |

| Budapest Nézőszám: 25 000 Játékvezető: Barna Béla (magyar) |

| 12. forduló 1945. június 23. |

| MÁVAG SE | 0 – 5               | Ferencváros                       |
| -------- | ------------------- | --------------------------------- |
|          | (0 – 2) Jegyzőkönyv | Mike 17' 55' 57' 68' Sárosi I 21' |

| Budapest Nézőszám: 3 000 Játékvezető: Polgári József (magyar) |

| 13. forduló 1945. június 24. |

| Ferencváros            | 3 – 0               | MÁVAG SE |
| ---------------------- | ------------------- | -------- |
| Kubala 3' 35' Mike 24' | (3 – 0) Jegyzőkönyv |          |

| Üllői út, Budapest Nézőszám: 4 000 Játékvezető: Óhegyi Pál (magyar) |

| 14. forduló 1945. június 29. |

| Ferencváros                                                           | 11 – 0              | Ganz Vasas |
| --------------------------------------------------------------------- | ------------------- | ---------- |
| Kubala 6' 37' 69' 75' 80' Sipos 49' Mike 54' 64' 71' 87' Sárosi I 58' | (2 – 0) Jegyzőkönyv |            |

| Üllői út, Budapest Nézőszám: 5 000 Játékvezető: Szabados Ferenc (magyar) |

| 15. forduló 1945. július 1. |

| MTK | 0 – 4               | Ferencváros                          |
| --- | ------------------- | ------------------------------------ |
|     | (0 – 0) Jegyzőkönyv | Mike 63' Sárosi I 72' 85' Kubala 82' |

| Üllői út, Budapest Nézőszám: 18 000 Játékvezető: Palásti Ferenc (magyar) |

| 16. forduló 1945. július 7. |

| Ferencváros                                                                 | 10 – 0              | Nemzeti FC |
| --------------------------------------------------------------------------- | ------------------- | ---------- |
| Mike 2' 68' Sárosi III 35' 37' Sipos 54' 76' Kubala 74' 78' Gyetvai 82' 85' | (3 – 0) Jegyzőkönyv |            |

| Üllői út, Budapest Nézőszám: 3 000 Játékvezető: Skalitzer Pál (magyar) |

| 17. forduló 1945. július 8. |

| Nemzeti FC | 0 – 9               | Ferencváros                                                            |
| ---------- | ------------------- | ---------------------------------------------------------------------- |
|            | (0 – 4) Jegyzőkönyv | Hernádi 5' 72' Sárosi III 7' 42' Lakat 33' Kubala 74' Mike 76' 81' 89' |

| Üllői út, Budapest Nézőszám: 8 000 Játékvezető: Varga Jenő (magyar) |

| 18. forduló 1945. július 15. |

| Ferencváros            | 2 – 0               | Erzsébeti MTK |
| ---------------------- | ------------------- | ------------- |
| Sárosi I 58' Sipos 87' | (0 – 0) Jegyzőkönyv |               |

| Üllői út, Budapest Nézőszám: 8 000 Játékvezető: Kiss Zsigmond (magyar) |

| 19. forduló 1945. július 22. |

| Újpest                       | 3 – 2               | Ferencváros         |
| ---------------------------- | ------------------- | ------------------- |
| Zsengellér 7' 20' Várnai 68' | (2 – 1) Jegyzőkönyv | Mike 32' Kubala 82' |

| Megyeri út, Újpest Nézőszám: 20 000 Játékvezető: Palásti Ferenc (magyar) |

| 20. forduló 1945. július 29. |

| Ferencváros         | 2 – 1               | Csepel SC     |
| ------------------- | ------------------- | ------------- |
| Mike 52' Kubala 87' | (0 – 0) Jegyzőkönyv | Szabadkai 89' |

| Üllői út, Budapest Nézőszám: 15 000 Játékvezető: Szigeti György (magyar) |

| 21. forduló 1945. augusztus 4. |

| Budai Barátság | 0 – 1       | Ferencváros |
| -------------- | ----------- | ----------- |
|                | Jegyzőkönyv | Gyulai 77'  |

| Budapest Nézőszám: 3 500 Játékvezető: Molnár István (magyar) |

| 22. forduló 1945. augusztus 5. |

| Ferencváros                 | 5 – 1               | Budai Barátság |
| --------------------------- | ------------------- | -------------- |
| Mike 16' 54' 62' 80' Kubala | (1 – 0) Jegyzőkönyv | Fodor 88'      |

| Üllői út, Budapest Nézőszám: 15 000 Játékvezető: Soós Károly (magyar) |

#### A végeredmény
| #  | Csapat         | J  | Gy | D | V  | Rg  | Kg  | Gk   | P  | Megjegyzés          |
| -- | -------------- | -- | -- | - | -- | --- | --- | ---- | -- | ------------------- |
| 1  | Újpesti TE     | 22 | 18 | 1 | 3  | 125 | 27  | +98  | 37 | Bajnok              |
| 2  | FTC            | 22 | 16 | 2 | 4  | 87  | 18  | +79  | 34 |                     |
| 3  | Csepel         | 22 | 15 | 2 | 5  | 91  | 41  | +50  | 32 |                     |
| 4  | Kispest        | 22 | 14 | 2 | 6  | 74  | 55  | +19  | 30 |                     |
| 5  | Vasas SC       | 22 | 10 | 7 | 5  | 69  | 38  | +31  | 27 |                     |
| 6  | MTK            | 22 | 11 | 3 | 8  | 53  | 51  | +2   | 25 |                     |
| 7  | Erzsébeti MTK  | 22 | 10 | 1 | 11 | 54  | 48  | +6   | 21 |                     |
| 8  | Budai Barátság | 22 | 9  | 2 | 11 | 47  | 58  | -11  | 20 |                     |
| 9  | Zuglói MADISZ  | 22 | 7  | 4 | 11 | 55  | 64  | -9   | 18 |                     |
| 10 | MÁVAG          | 22 | 4  | 1 | 17 | 29  | 82  | -53  | 9  | Kiesett az NB II-be |
| 11 | Ganz           | 22 | 2  | 2 | 18 | 26  | 123 | -97  | 6  | Kiesett az NB II-be |
| 12 | Nemzeti        | 22 | 2  | 1 | 19 | 16  | 121 | -105 | 5  | Kiesett az NB II-be |

## Külső hivatkozások
- A csapat hivatalos honlapja (magyarul)
- Az 1945-ös szezon menetrendje a tempofradi.hu-n (magyarul)